# Храм Казанської Пресвятої Богородиці (Приморське)
Храм Казанської Пресвятої Богородиці (храм в ім'я Казанської ікони Пресвятої Богородиці) — храм Древлеправославної церкви України в селі Приморське (Жебріяни) Ізмаїльського району Одеської області. Пам'ятка архітектури місцевого значення.

## Історія
Церква існувала в Жебріянах ще до захоплення Бессарабії Росією в 1812 році. Першим відомим священником, що значиться в списках жителів села на 1808 рік, був Борис Семенович Семенов. За даними полковника С. Корниловича на 1927 рік в селі існувала "плетнева"  каплиця. Вона була освячена на честь Покрови Пресвятої Богородиці.  У 1860 році була побудована нова дерев'яна церква на честь Казанської ікони Божої Матері, а в 1876 році при ній споруджено кам'яну дзвіницю.
За спогадами старожилів, дубовий ліс для зведення церкви з дозволу румунської влади перевозили каюком (човном) з Периправи, а потім доставляли волами до місця призначення. Місцеві жителі спорудили фундамент заввишки 0,5 м, на який встановили 6-метрові опори. Арки, зводи робили одеські майстри.

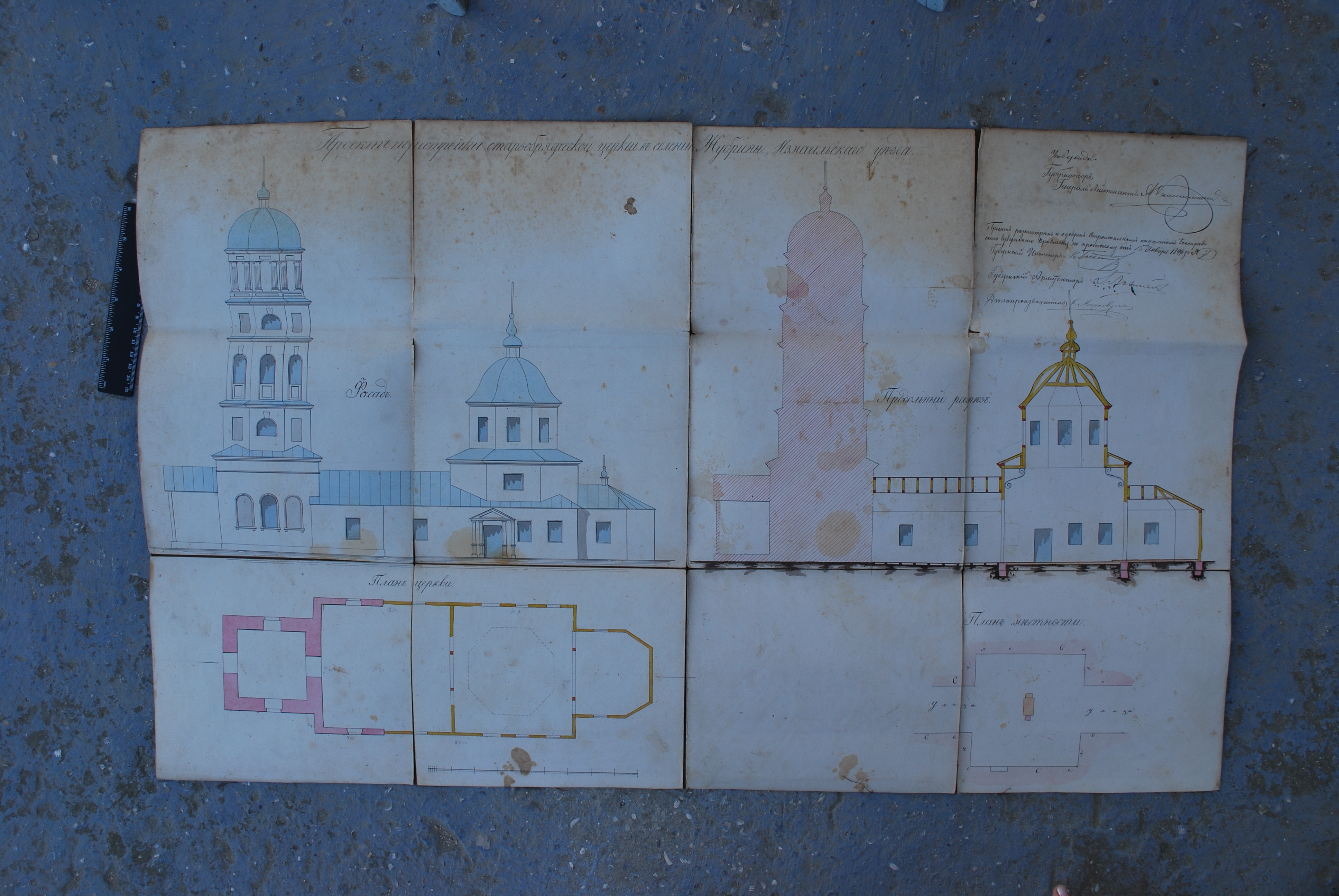
Проєкт перебудови церкви. 1899

У 1899 році старообрядці отримали дозвіл на спорудження нового храму за проектом, затвердженим Бессарабським губернським правлінням. 
Зведення нового храму здійснювалося при безпосередній участі священника Стефана Сучкова на кошти як місцевих жителів, так і старовірів з інших регіонів Росії, в тому числі купців Морозових. Будівництво завершено у 1903 році. Освячення храму здійснено ізмаїльським єпископом Анастасієм (Лебедєвим) 20 вересня 1903 року за старим стилем

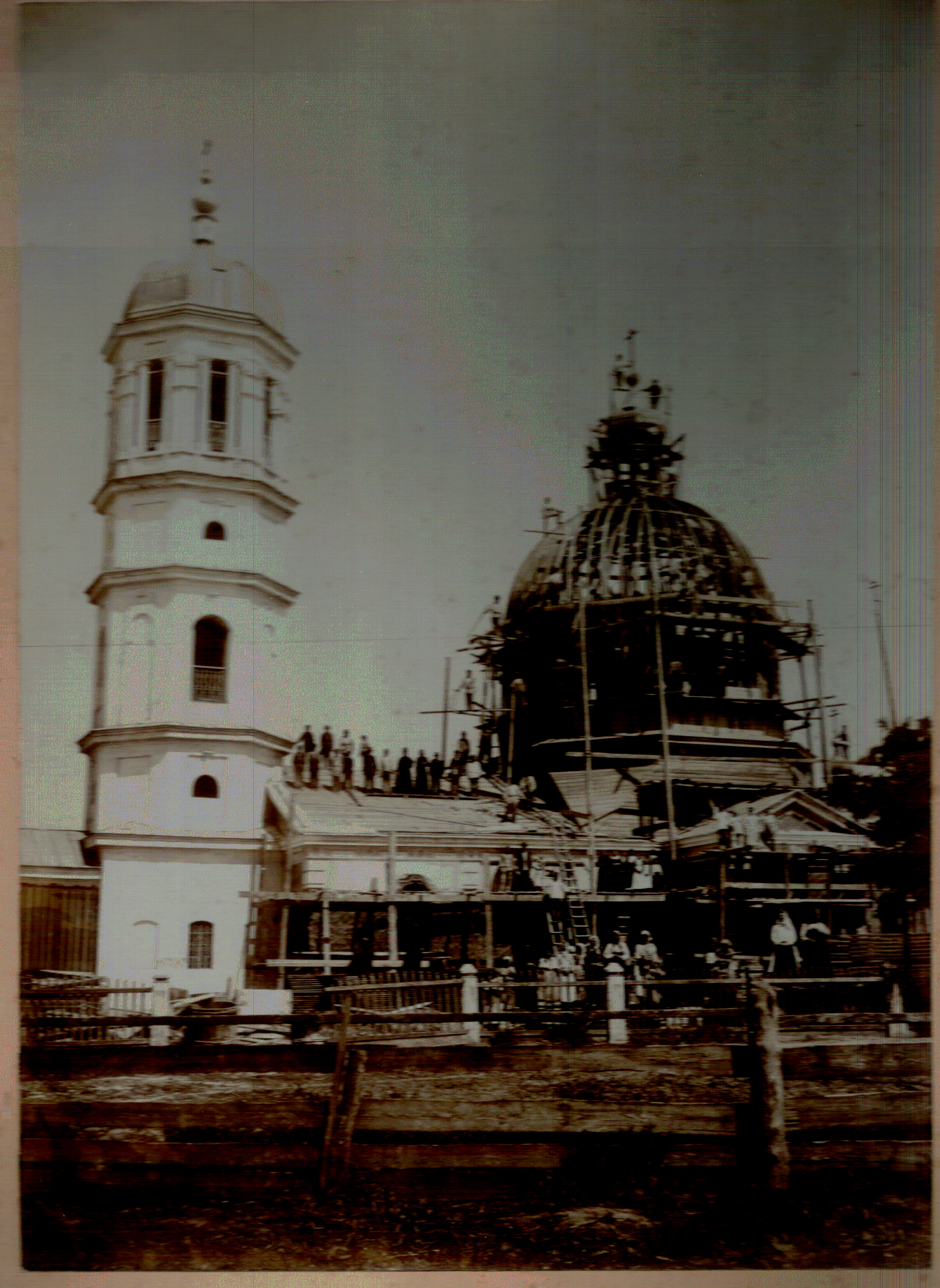
Перебудова церкви.1902 р.

Будівля представляє собою типовий для старовірів храм корабель. Вона має одну баню та дзвіницю. Храм пофарбований в ніжно-блакитний колір, всі бані та дах вкритий бляхою срібного кольору.  Його виділяє вишуканий декор, нетипова відстань між церквою та дзвіницею, їх розміри, оригінальне внутрішнє оздоблення та іконостас.
За радянських часів церква не закривалася, продовжувала функціонувати, хоча молодь не могла відкрито відвідувати храм.
За часів незалежності до церкви більше приходить молодь. При ній діє недільна школа, де відбувається виховання молоді в дусі древлего православ'я.
В роки масового пограбування старовірських церков у 1994-2004 роках з храму викрали близько 50 старовинних ікон в коштовних окладах, кіоти та інше церковне начиння. 
Настоятель храму - ієрей Михайло (Чугунніков).

## Настоятелі храму
- Марк (Учителев)
- Стефан (Сучков)
- Кондрат (Іванов)
- Симеон (Дєтков)[9]
- Кондрат (Бєлов)
- Терентій (Чеботарьов)
- Олексій (Комендантов)
- Михайло (Комендантов)
- Михайло (Чугунніков)